# Anthony Payne
Anthony Payne (Londra, 2 agosto 1936 – 30 aprile 2021) è stato un compositore inglese, famoso soprattutto per l'opera pubblicata col titolo Edward Elgar: The Sketches for Symphony No. 3 elaborated by Anthony Payne (Edward Elgar: Le bozze per la Sinfonia n. 3 elaborate da Anthony Payne). La sua carriera di compositore potrebbe essere descritta come un continuo tentativo di conciliare la sua affinità personale con i compositori britannici dell'inizio del XX secolo, in particolare Ralph Vaughan Williams, Frederick Delius, Edward Elgar e Frank Bridge, con le innovazioni stilistiche della musica contemporanea del dopoguerra.

## Biografia

### Carriera
Nato a Londra, Payne era interessato a comporre musica sin dalla tenera età. Dopo aver studiato al Dulwich College sotto Stanley Wilson e poi al Dipartimento di musica dell'Università di Durham presso la St Cuthbert's Society, alla Durham University, trascorse un periodo come musicologo freelance. Dalla metà degli anni '60, quando compose la sua Phoenix Mass, ricevette commissioni per nuove opere da diversi importanti gruppi, tra cui l'English Chamber Orchestra e il Nash Ensemble. Quattro grandi opere orchestrali: The Spirit's Harvest (1985), Time's Arrow (1990), Visions and Journeys (2002) e Of Land, Sea and Sky (2016) sono state tutte eseguite in prima assoluta dalla BBC Symphony Orchestra al The Proms di Londra. Ha anche composto un Concerto per orchestra (1974) e altri brani orchestrali, oltre a lavori da camera, strumentali e corali. Il suo Quartetto per archi n. 2 (2010) ha vinto la categoria da camera dei British Composer Awards 2011.
Nel 1988 cofondò il "giovane gruppo di ricerca" Jane's Minstrels con sua moglie, il soprano Jane Manning. Tra i suoi pezzi d'ensemble, A Day in the Life of a Mayfly e Symphonies of Wind and Rain (composti e registrati dai Jane's Minstrels) sono considerati particolarmente efficaci. Sebbene la realizzazione di diverse opere di Elgar da parte di Payne gli abbia procurato notevole attenzione e consensi, ha anche composto una parafrasi di Frederick Delius intitolata Spring's Shining Wake (1981) e ha trascritto canzoni di Peter Warlock per i Jane's Minstrels.

### Autore
Accanto alla sua carriera di compositore, Payne si è contemporaneamente costruito una reputazione come scrittore di musica, sia come autore di libri su Arnold Schönberg e Frank Bridge, sia come critico musicale per il The Daily Telegraph, The Independent e Country Life. È stato docente in visita presso numerose università in Gran Bretagna, Australia e Stati Uniti.
La realizzazione di Payne degli schizzi per la Terza sinfonia di Edward Elgar richiese diversi anni per essere completata. Quando Elgar morì nel 1934, lasciò più di 130 pagine di partitura incompleta per una terza sinfonia. Sebbene inizialmente riluttante a consentire a chiunque di utilizzare questo materiale (lo stesso Elgar aveva espresso il desiderio che nessuno potesse "armeggiare" con gli schizzi), la famiglia Elgar si rese conto che nel 2005 gli schizzi sarebbero usciti dal diritto d'autore. Pertanto approvarono l'elaborazione da parte di Payne degli schizzi, su cui aveva lavorato e tenuto conferenze in modo intermittente dal 1993 e successivamente completò il lavoro. La versione di Payne della sinfonia è stata eseguita per la prima volta nel 1998 con grande successo ed è stata eseguita numerose volte in seguito e numerose registrazioni.
Successivamente Payne ha anche composto una versione di Pomp and Circumstance n. 6 dagli schizzi incompleti di Elgar per l'opera, che fu eseguita in anteprima sotto la direzione di Sir Andrew Davis in un concerto dei Proms del 2 agosto 2006, settantesimo compleanno di Payne. Durante un'intervista radiofonica sul programma Today di BBC Radio 4, il 28 aprile 2006, quando gli fu chiesto della marcia, Payne dichiarò di aver composto circa il 43% della musica e di aver eseguito tutta l'orchestrazione, pari a oltre la metà del pezzo. Nella stessa intervista ha detto che per portare a termine i suoi completamenti sentiva di dover cercare di "diventare" Elgar, più o meno allo stesso modo in cui un attore assumerebbe un ruolo teatrale.
Payne è stato insignito della Elgar Medal dalla Elgar Society ed ha conseguito il dottorati onorari presso le università di Birmingham, Durham e Kingston. È membro del Royal College of Music, dove è stato ricercatore artistico per due anni.
Payne è sposato con il soprano Jane Manning, per la quale ha composto una serie di lavori vocali tra cui il ciclo di canzoni Evening Land. Nel 2007 la coppia è stata insignita congiuntamente di dottorati onorari dalla Durham University.